# Assemblée nationale (Malawi)
Pour les autres articles nationaux ou selon les autres juridictions, voir Assemblée nationale.
12e législature
Bâtiment du Parlement
L'Assemblée nationale (en anglais : National Assembly) est l'organe législatif monocaméral du Malawi.

## Système électoral

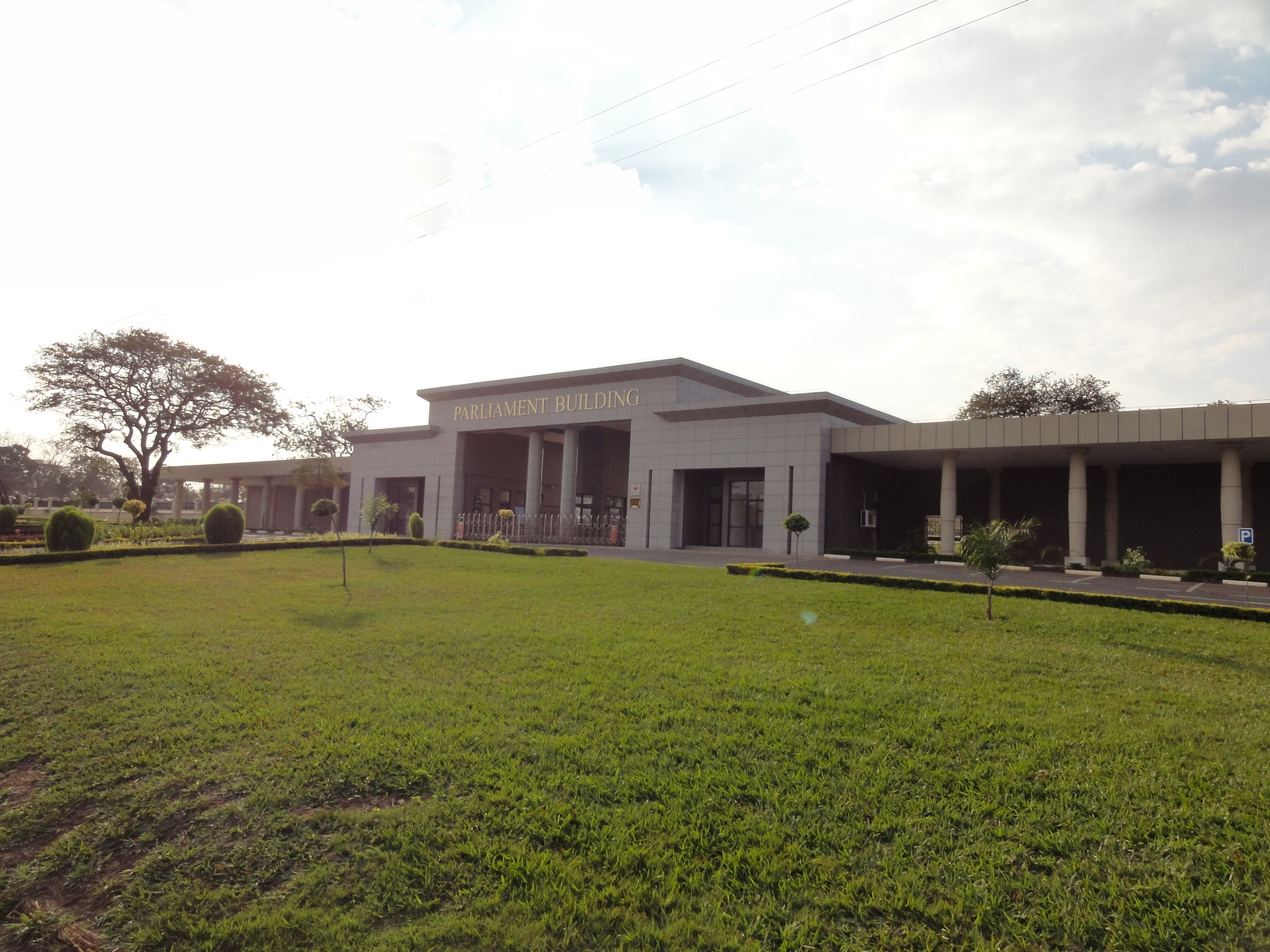
Entrée du bâtiment du Parlement.

L'Assemblée nationale est composée de 193 sièges pourvus tous les cinq ans au scrutin uninominal majoritaire à un tour dans autant de circonscriptions électorales.